# 12. århundrede f.Kr.
12. århundrede f.Kr.
Århundreder: 13. århundrede f.Kr. – 12. århundrede f.Kr. – 11. århundrede f.Kr.

## Begivenheder
- Fønikerne var et handelsfolk, hvis kultur med nogen usikkerhed kan spores helt tilbage til det 12. århundrede f.Kr.